# Estefanía Banini
Estefanía Romina Banini Ruiz (* 21. Juni 1990 in Mendoza) ist eine argentinische Fußballspielerin.

## Karriere

### Vereinsebene
Banini spielte von 2011 bis Ende 2014 beim chilenischen Spitzenverein CSD Colo-Colo. Mit diesem gewann sie mehrere chilenische Meisterschaften und zudem im Jahr 2012 die Copa Libertadores Femenina. Bei der Austragung der Copa Libertadores Femenina 2014 schied Colo-Colo trotz vier Toren Baninis bereits in der Gruppenphase aus. Zur Saison 2015 wechselte sie zu Washington Spirit in die Frauen-Profiliga der USA. Mit Washington erreichte Banini zweimal in Folge die Meisterschafts-Playoffs, ehe sie im Oktober 2016 zu den Frauen des FC Valencia wechselte. Nach einer Saison in Spanien kehrte sie im Juni 2017 nach Washington zurück.

### Nationalmannschaft
Banini ist argentinische Nationalspielerin. Mit der Auswahl ihres Landes nahm sie unter anderem siegreich an den Südamerikaspielen 2014 teil.

## Erfolge
- 2012: Gewinn der Copa Libertadores Femenina
- 2014: Gewinn der Südamerikaspiele